# Il portico di Dio
Il lavoro di maggiore successo e spessore musicale di Fiordaliso, distribuito in tutta Europa e in Sudamerica in una speciale versione contenente alcuni brani adattati in spagnolo. Nel 1991 Fiordaliso, dopo il successo estivo del 1990 con Cosa ti farei, supportata da Franco Ciani e Fio Zanotti, pubblica il suo lavoro di maggior prestigio nel quale l'artista conferma le sue ottime doti interpretative e la sua versatilità nell'affrontare generi diversi. L'album raggiunge ottimi risultati di vendite e, così come il singolo sanremese Il mare più grande che c'è, risulta uno dei più venduti e di maggior successo del Festival di Sanremo 1991. 
Sul retro del disco
come le mani di una madre
le braccia di un padre
discreto
nel riparare i vecchi
i bambini
le prostitute e i ladri
le emozioni
l'ironia
e le debolezze
un portico
dove ci sono spesso anch'io»
(Fiordaliso)

## Tracce
1. Il portico di Dio
2. Sposa di Rosa
3. Ma dov'è la mia anima
4. E tu che guardi me
5. Il fiore bagnato
6. Il mare più grande che c'è (I love you man)
7. Facciamo scopa
8. Che ora è
9. Saprai - con Roby Facchinetti

## Formazione
- Fiordaliso – voce
- Pier Michelatti – basso
- Lele Melotti – batteria
- Rilly – tastiera, programmazione
- Paolo Gianolio – chitarra
- Alfredo Golino – batteria
- Marina Balestrieri, Paola Folli, Moreno Ferrara, Silvio Pozzoli – cori